# スコシアバンク
ノヴァ・スコシア銀行（英: Bank of Nova Scotia、仏: Banque de Nouvelle-Écosse。TSX：BNS、NYSE：BNS）は、カナダのオンタリオ州トロントに本社を置く多国籍銀行である。英語圏ではScotiabank、フランス語圏ではBanque Scotiaのトレードネームで営業している。カナダ五大銀行のひとつで、銀行業界ではカナダ・ロイヤル銀行とTDバンク・フィナンシャル・グループに次ぐ業界第3位の規模を持つ。カナダ国内では最も国際的な銀行で、50ヶ国に支店を出している。世界中の 2,500 万人以上の顧客にサービスを提供し、個人および商業銀行、資産管理、企業および投資銀行を含む幅広い商品とサービスを提供。
Scotiabank は 1832 年にノバスコシア州ハリファックスで設立され、1900 年にトロントに移転するまで本社を置いていた。Scotiabank は、ロンドン地金市場協会のメンバーであり、ロンドンの金の固定に参加する 15 の認定機関の 1 つ。 
Scotiabank の現社長兼 CEO である Brian J. Porter は、2023 年 1 月 31 日に退職することを発表し、Scott Thompson が後任に指名された。

## 歴史

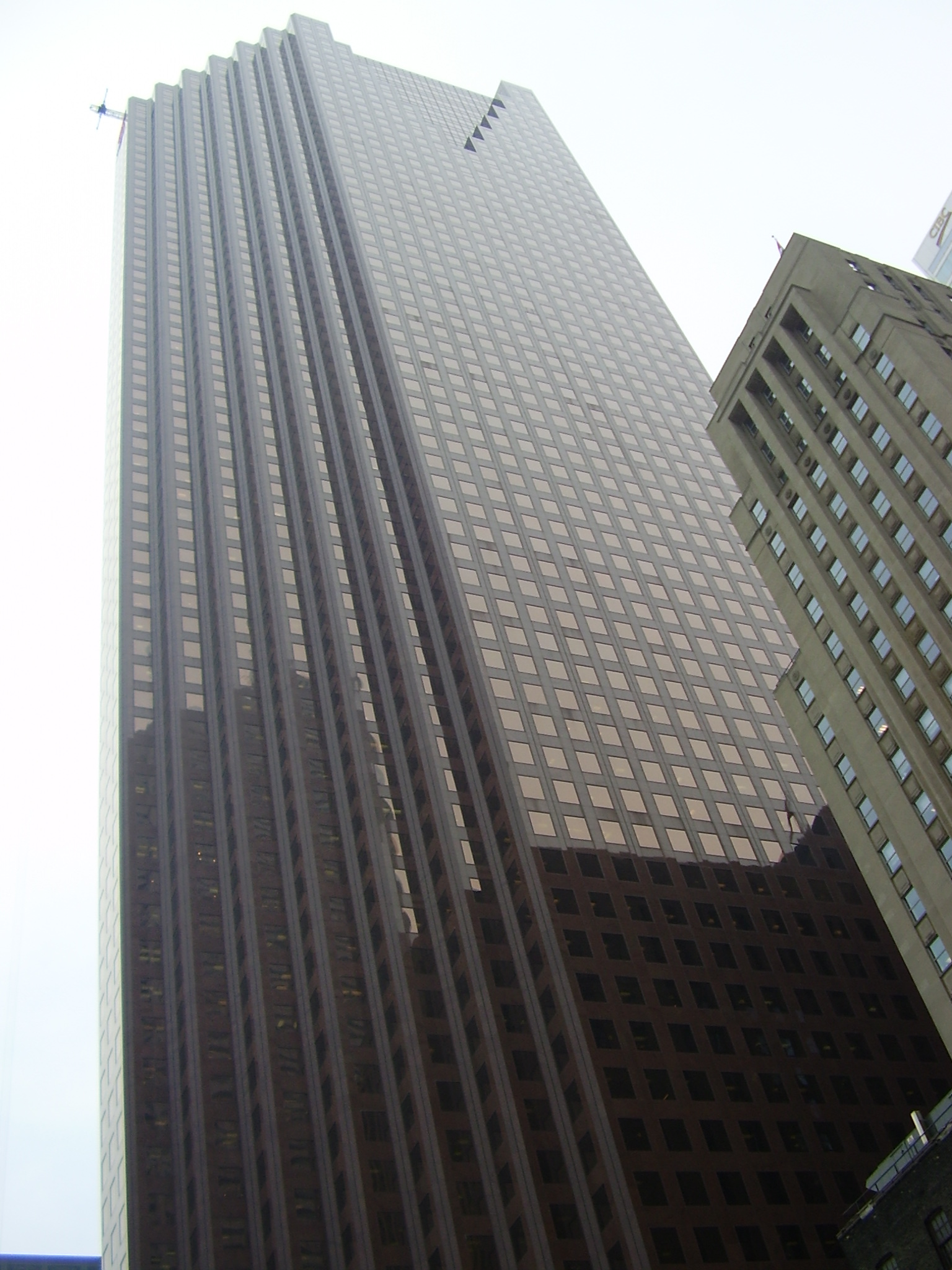
本社ビルのスコシアプラザ

ノバスコシア銀行は1832年にノバスコシア州のハリファックスで設立された。1882年までは近隣諸州など限られた範囲での事業を行っていたが、西部カナダへの進出で、マニトバ州のウィニペグに支店を開いたことをきっかけに、ミネアポリスやシカゴなどを含むアメリカ中西部へと事業規模を拡大させた。
メキシコでもスコシアバンク・インベルラットとして金融サービスを提供している。
1900年にはカナダ、アメリカ、ジャマイカに38の支店をもつようになった。カナダ国内ではアトランティック諸州とケベック州、オンタリオ州、マニトバ州に事業を展開。1892年、カナダの銀行としてはニューファンドランドに初めて進出した銀行でもある。
1914年にはメトロポリタンバンクを吸収した。
1962年に港区虎ノ門に東京支店を開設したが、2013年9月に閉鎖。
2014年10月17日、証券部門のスコシア・セキュリティーズ・アジア・リミテッド東京支店が営業を開始。

## 初期の国際展開

ロゴ

- 1885年 - カナダ国外最初の支店としてミネアポリスに開設。
- 1889年 - ジャマイカのキングストンにカナダの銀行として初めて支店を開設。1931年には12の支店をジャマイカに展開。
- 1892年 - ミネアポリス支店を閉じ、イリノイ州のシカゴに移転。
- 1899年 - ボストン支店を開設。
- 1906年 - キューバのハバナに支店を開設。1931年にはハバナに3支店、ほかキューバの他都市に4支店。
- 1907年 - ニューヨーク支店を開設。
- 1910年 - プエルトリコのサンフアンに支店を開設。後にもう一店舗開設。
- 1920年 - イギリスのロンドン、ドミニカ共和国のサントドミンゴにそれぞれ支店を開設。
- 1962年 - 銀行東京支店を開設。
- 2013年 - 銀行東京支店閉鎖
- 2014年 - 証券会社を設立（スコシア・セキュリティーズ・アジア・リミティッド　東京支店）

初期の国際展開では、国際金融市場への戦略的な展開よりも、貿易と顧客ビジネスに沿った事業展開が行われた。
スコシアバンクはグローバルATMアライアンスに参加しており、他の提携銀行とはATMカードまたはチェックカードを手数料なしで利用することができる。グローバルATMアライアンスに参加している銀行はバークレイズ（イギリス）、バンク・オブ・アメリカ（アメリカ）、BNPパリバ（フランス）、中国建設銀行（中国）、ドイツ銀行（ドイツ）、サンタンデール・セルフィン銀行（メキシコ）、ウエストパック銀行（オーストラリア・ニュージーランド）である。

## 合併
同行は以下年度に、数多くの金融機関を合併している。
| 銀行                       | 設立年度 | 合併年度 |
| -------------------------- | -------- | -------- |
| PEIユニオン銀行            | 1864年   | 1883年   |
| サマーサイド銀行           | 1863年   | 1901年   |
| ニューブランズウィック銀行 | 1820年   | 1913年   |
| カナダ・メトロポリタン銀行 | 1902年   | 1914年   |
| オタワ銀行                 | 1874年   | 1919年   |
| モントリオール・トラスト   | 1889年   | 1994年   |
| ナショナル・トラスト       | 1898年   | 1997年   |
| ギリシャ・ナショナル銀行   | 1969年   | 2005年   |

旧モントリオール・トラストや旧ナショナル・トラストの支店はブランド名を「スコシアバンク&トラスト」として継続・運営している。